# Kisasszond, Somogy
Kisasszond  este un sat în districtul Kaposvár, județul Somogy, Ungaria, având o populație de 173 de locuitori (2011). 

## Demografie
Componența etnică a satului Kisasszond
     Maghiari (89,07%)
     Romi (10,93%)
Componența confesională a satului Kisasszond
     Romano-catolici (42,2%)
     Reformați (18,5%)
     Fără religie (13,87%)
     Necunoscută (25,43%)
Conform recensământului din 2011, satul Kisasszond avea 173 de locuitori. Din punct de vedere etnic, majoritatea locuitorilor (89,07%) erau maghiari, cu o minoritate de romi (10,93%). Nu există o religie majoritară, locuitorii fiind romano-catolici (42,2%), reformați (18,5%) și persoane fără religie (13,87%). Pentru 25,43% din locuitori nu este cunoscută apartenența confesională.